# المنظمة الوطنية الصينية لإنقاذ الحياة المائية
الجمعية الوطنية لإنقاذ الحياة المائية (NWLSA)، والمعروفة أيضًا باسم جمعية إنقاذ الحياة المائية في مدينة تايبيه الصينية (CTWLSA)، هي المنظمة الرئيسية المنقذة للحياة في تايوان. وأعضاء المنظمة هم بشكل رئيسي متطوعين لإنقاذ الأرواح، وضباط الشرطة، ورجال الإطفاء والمدنيين المتحمسين للرياضات المائية، والتوعية بإجراءات السلامة داخل  المياه وأحداث إنقاذ حالات الغرق.

## عن الجمعية:-
تُعرف الجمعية الوطنية الصينية لإنقاذ الحياة المائية (NWLLSA) أيضًا باسم جمعية إنقاذ الحياة المائية في تايبيه الصينية (CTWWLLSA) دوليًا. يتم استخدام C.T.W.L.SA عند المشاركة في المنافسة الدولية مثل الألعاب العالمية وبطولة الإنقاذ العالمية. تعمل شركة N.W.L.S.A كجهة رئيسية تصادق على التدريب والترخيص واعطاء شهادات المنقذين للحياة في جميع أنحاء تايوان. تم إنشاء الجمعية في عام 1970 في تايبيه. انضمت الجمعية إلى الاتحاد الدولي لإنقاذ الحياة في عام 1994. وبعد فترة وجيزة، تم إنشاء فروع أخرى في مختلف المقاطعات لتعزيز إنقاذ الأرواح والتوعية  باجراءات السلامة داخل المياه. تتمثل مهمة الجمعية في تعزيز الوعي بالسلامة داخل المياه وتقليل معدل الغرق في المياه في جميع أنحاء الجزيرة.

### المهمة والرؤية:-
مهمة المنظمة على النحو التالي:
1)      تنسيق الموارد ذات الصلة لتعزيز ثقافة السلامة وتعزيز تقنيات وطرق إنقاذ الأرواح.
2)      تعزيز مهارات إنقاذ الحياة وتوفير تدريب ينتج أشخاص مؤهلين.
3)      إنشاء محطات في مختلف المقاطعات تقدم خدمة الإنقاذ وخفض معدل الغرق وإنقاذ من يغرق بشكل فعال.
4)      تتمثل رؤية الجمعية في تعزيز اجراءات السلامة داخل المياه(أثناء السباحة) ، ونشر المنقذين، وتوفير التدريبات الأساسية  لتأهيل منقذين، ومنع الغرق والحفاظ على بيئة آمنة ومريحة.

#### التراخيص والشهادات التي تقدمها الجمعية:-
1)      تقدم الجمعية شهادة صغرى لإنقاذ الحياة [تقنية الاكتفاء الذاتي للإنقاذ من المياه] - للأشخاص الذين ينوون أخذ الدورة الدراسية وتحت سن 16 عامًا. وسيحتاجون أيضًا إلى أخذ دورة كاملة لإنقاذ الحياة. ومع ذلك، عندما يجتازون الدورة ويحصلون على ترخيصهم، لا يمكنهم أن يصبحوا منقذًا محترفًا بسبب السن.
2)      دورة تدريبية على إنقاذ الحياة [رخصة منقذ للحياة عند اكتمال الدورة] - للأشخاص الذين يرغبون في أن يصبحوا منقذين وأعمارهم فوق 16. يخضعون لسلسلة من التدريب بما في ذلك تقنية الاكتفاء الذاتي للإنقاذ من المياه، وضحايا الإنقاذ، وتقنية السباحة، وإنقاذ داخل المسبح، وإنقاذ من الأمواج، والسرعة في الإنقاذ من المياه والإنعاش القلبي الرئوي. يشمل التدريب أيضًا تمرينًا شاطئيًا على تيارات البحر وتمرين نهر على التيارات الهيدروليكية. ممارسة تحت الاختبار لمدة يومين قبل الحصول على الترخيص.
3)     دورة المدرب المنقذ للحياة - مؤهلة للأشخاص الذين حصلوا على ترخيص Life Saver على مدى عام واحد. مطلوب تقنية السباحة السكتة الدماغية. دورات تدريبية بما في ذلك تدريب محسّن على الشاطئ والإنقاذ السريع من المياه، على دراية بعملية طاقم / قيادة IRB. بعد اكتمال الدورة التدريبية، يحتاج المرشحون إلى مساعدة وتعليم الدورة التدريبية المنقذ للحياة كإشراف تحت المراقبة والحصول على الترخيص.
فئة تدريب IRB - في الغالب للشرطة ورجال الإطفاء والترويج التدريجي لرجال الإنقاذ والمدربين المنقذين للحياة حيث تصبح عملية الإنقاذ IRB أكثر وأكثر شعبية على الشاطئ والنهر.

#### احصائيات حالية عن الجمعية:-
منذ تأسيس الجمعية، هناك العديد من التدريب في جميع أنحاء البلاد. وصدرت  إحصاءات حديثة عن حالة المنظمة ومن يتبع لها وكانت كالتالي:-
1)     حراس الإنقاذ: 82,964 شخص.
2)     مدرب حرس: 10,787 شخص.
3)     مدرب الصف : 130 شخص.
4)     حكم الصف : 84 شخص.

##### الفروع المحلية للجمعية:-
تقع الجمعية الرئيسية في مدينة تايبيه ؛ ومع ذلك، هناك جمعية محلية توفر التدريب الدقيق، بعد التدريب، ترسل الجمعية الرئيسية الفاحص إلى كل جمعية محلية ويتم إرسال النتائج إلى مقر تايبيه الذي يرسل التراخيص إلى رجال الإنقاذ المؤهلين.